# دژان دابوویچ
دژان دابوویچ (انگلیسی: Dejan Dabović؛ زادهٔ ۳ اوت ۱۹۴۴) بازیکن واترپلو اهل یوگسلاوی بود.
وی در مسابقات کشوری و بین‌المللی در مجموع برندهٔ ۱ مدال طلا شده‌است.